# Sodavandsdiskotek
Et sodavandsdiskotek er et sted hvor der ikke bliver serveret alkohol, men sodavand og andre alkoholfrie drikkevarer.
Ofte er diskoteket tilknyttet arrangementer for et begrænset publikum, som for eksempel skolefester, eksamensfester eller lignende, men regulære sodavandsdiskoteker ses også i et forsøg på at holde de unge fra at drikke sig fulde (ulovligt) på de regulære diskoteker, barer og værtshuse.
| Kultur | Spire Denne artikel om kultur er en spire som bør udbygges. Du er velkommen til at hjælpe Wikipedia ved at udvide den. |